# (15566) Elizabethbaker
(15566) Elizabethbaker est un astéroïde de la ceinture principale.

## Description
(15566) Elizabethbaker est un astéroïde de la ceinture principale. Il fut découvert le 5 avril 2000 à Socorro (Nouveau-Mexique) par le projet LINEAR. Il présente une orbite caractérisée par un demi-grand axe de 2,26 UA, une excentricité de 0,14 et une inclinaison de 2,3° par rapport à l'écliptique.

## Compléments